# 安贝库尔
安贝库尔（法語：Humbécourt，法語發音：[œ̃bekuʁ]）是法国上马恩省的一个市镇，位于该省北部，属于圣迪济耶区。

## 地理
安贝库尔（48°34'58"N, 4°54'5"E）面积20.84 平方千米，位于法国大東部大區上马恩省，该省份为法国东北部内陆省份，北起马恩省和默兹省，西接奥布省，西南接科多尔省，东南接上索恩省，东临孚日省。
与安贝库尔接壤的市镇（或旧市镇、城区）包括：阿利尚、阿唐库尔、埃克拉龙-布罗库尔-圣利维埃、卢沃蒙、聖迪濟耶、特鲁瓦方丹拉维尔、瓦尔库尔。

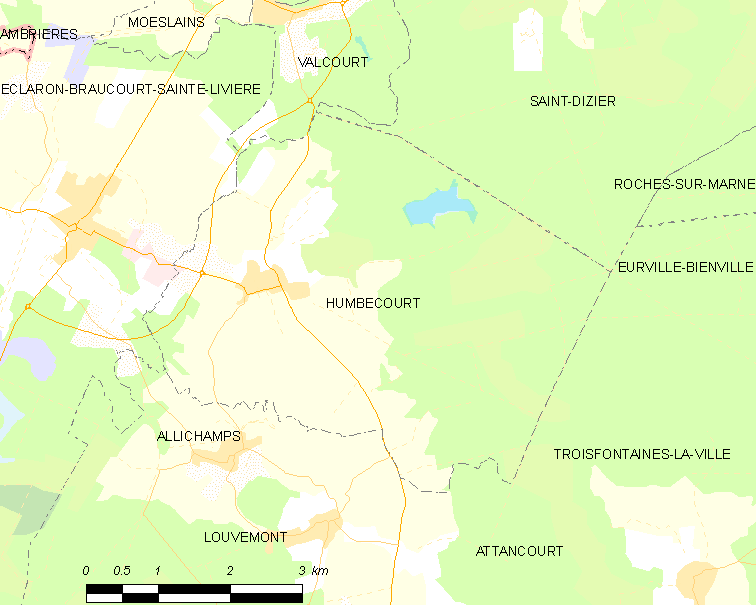
安贝库尔的OSM定位图

安贝库尔的时区为UTC+01:00、UTC+02:00（夏令时）。

## 行政
安贝库尔的邮政编码为52290，INSEE市镇编码为52244。

## 政治
安贝库尔所属的省级选区为圣迪济耶第一县。

## 人口

1962-2008年间安贝库尔人口变化图示

安贝库尔于2022年1月1日时的人口数量为755人。